# Lome (Słowenia)
Lome – wieś w Słowenii, w gminie Idrija. W 2018 roku liczyła 110 mieszkańców.